# Altmezzo
Az altmezzo a sötétebb hangszínű mezzoszoprán énekhang megnevezésére ritkábban használatos kifejezés. Általában kórusművek szólamainak megnevezésekor kerül elő. Négyszólamú női egynemű karok, ill. gyermekkórusok 3. szólamát hívják altmezzónak, szólama ilyenkor az alt és a szopránmezzo között helyezkedik el. Öt női/gyermek szólam esetén az altmezzo a 4. szólamot adja.
Vonatkozhat rá az alt 1 kifejezés is, ha szoprán 1, szoprán 2, alt 1 és alt 2 a szólamok megnevezése.
Hangterjedelem szempontjából nem feltétlen tér el az alttól, illetve a fölötte álló mezzoszoprán, ill. szopránmezzo szólamtól. A szólam hangterjedelme körülbelül g-e2 tartományban mozog.
Szólista szerepben nem szokás az altmezzo kifejezés használata, inkább az énekesnek vagy a szerepnek a hangszínét jelölik meg. Így megemlítendők itt a lírai alt, könnyű alt, világos alt, illetve a drámai mezzoszoprán, súlyos mezzoszoprán, sötét mezzoszoprán megnevezések. (Pl.: Bartók Béla: A kékszakállú herceg vára, Judit szerepe; Csajkovszkij: Anyegin, Olga szerepe).